# 邦布
邦布（法語：Bambous）是毛里求斯岛黑河區的一个小镇。该村庄由邦布村议会在黑河区议会的监督下管理。2011年人口数量为15,345人。